# Нана Асмау
Нана Асмау (араб. نانا أسماء بنت عثمان فودي; 1793 — 1864) — нігерійська науковиця, поетеса і письменниця, піонерка ісламського фемінізму. Принцеса, дочка Шеху Усмана дан Фодіо, засновника халіфату Сокото і реформатора XVIII століття, який пропагував загальну грамотність і освіту, зокрема для жінок. Наполягала на поширенні грамотності серед мусульманок. Вірші Нани Асмау, яких налічується 65, становлять важливу літературну спадщину періоду і є джерелом для вивчення історії Нігерії. Писала арабською формальні п'єси, мовою хауса дидактичні вірші та мовою фула, звертаючись до сучасників у правлячих колах. Шанується на півночі Нігерії.

## Життєпис
Нана Асмау народилася 1864 року, названа на честь Асми бінт Абу Бакр, сподвижниці ісламського пророка Мухаммеда. Її батько Шеху Осман дан Фодіо був представником народу фулані і мусульманином, який почав джихад Фулані, щоб завоювати міста-держави хауса і заснувати халіфат Сокото. Його син і спадкоємець Мухаммед Белло, єдинокровний брат Нани Асмау, правив халіфатом від 1817 року, після смерті першого халіфа. За цих двох правителів процвітала мусульманська культура і торгівля. Халіфат контролював значну частину Північної Нігерії, поки британські війська під командуванням Фредеріка Лугарда не почали завойовувати цей регіон на початку XX століття.

## Спадщина
Джин Бойд (Jean Boyd) передала 1991 року до Школи східних і африканських досліджень (School of Oriental and African Studies, SOAS) Лондонського університету свою колекцію фотокопій нігерійських рукописів мовою хауса, пов'язаних з життям і творчістю Нани Асмау, зокрема її вірші (1820—1865). Бойд від 1990 року стала науковою співробітницею SOAS і зосередилася на компіляції, перекладі та контекстуальному анотуванні творів Нани Асмау. 1989 року Бойд опублікувала книгу The Caliph's Sister: Nana Asma'u, 1793—1865, Teacher, Poet and Islamic Leader; 2000 року — One woman's Jihad: Nana Asma'u, Scholar and Scribe; 2013 року — Educating Muslim Women: the Legacy of West African Nana Asma'u 1793—1864.